# Josh Hayes
Joshua Kurt Hayes (Gulfport, 4 aprile 1975) è un pilota motociclistico statunitense.
Vincitore di sette titoli nazionali nel MotoAmerica: uno in Superstock nel 2003, due in Formula Xtreme nel 2006 e 2007 e quattro in Superbike nel 2010, 2011, 2012, 2014.
Anche sua moglie, Melissa Paris, corre come pilota professionista.

## Carriera

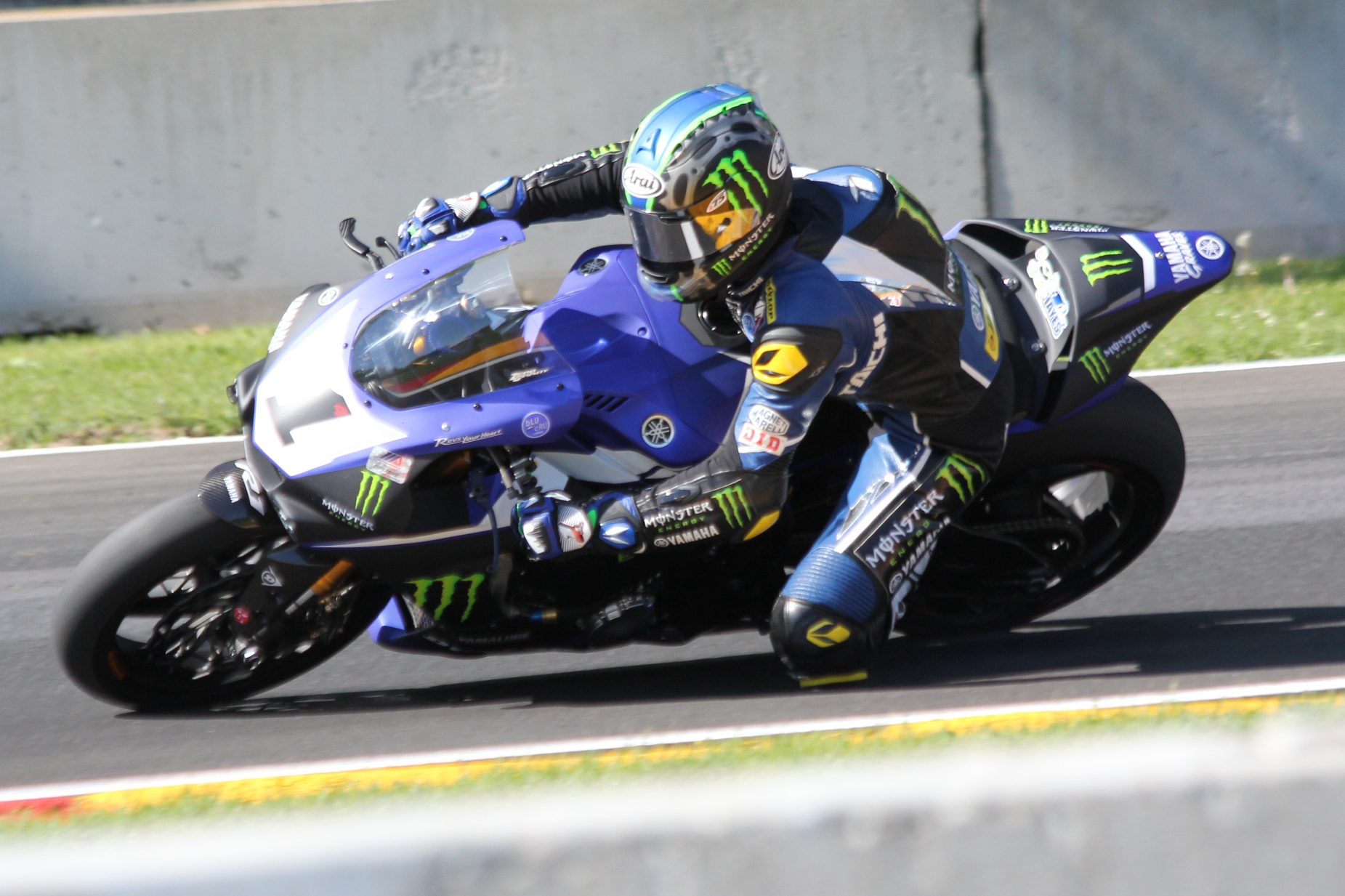
Hayes sul circuito del Road America nel 2015.

Nato nel Mississippi, Hayes ha vinto il suo primo titolo del campionato AMA in classe Superstock nel 2003, a bordo di una Suzuki GSX-750. Passa nella AMA Superbike nel 2004 con Kawasaki, chiudendo in ottava posizione finale. Nello stesso anno continua nella Superstock, ma ottiene solamente due seconde posizioni e chiude ottavo in campionato. Nel 2005 si concentra unicamente sulla Superbike, dove ottiene il suo primo podio, un terzo posto in gara 1 sul Road America, ma chiude la stagione in nona posizione finale.
Nel 2006 torna in Superstock ed esordisce nella Formula Xtreme, a bordo di una Honda CBR600RR. Chiude il primo campionato in quinta posizione finale e la Formula Xtreme da campione, con sette punti di vantaggio su Eric Bostrom. Sempre con Honda nel 2007, vince il suo secondo titolo consecutivo nella Formula Xtreme, con 45 punti di vantaggio sul secondo, Steve Rapp. Nello stesso anno partecipa all'AMA Supersport con Honda, dove chiude in terza posizione finale a 37 punti di distanza dal vincitore, Roger Lee Hayden.
Nel 2008 gareggia nella Formula Xtreme e nella Supersport, piazzandosi rispettivamente in seconda e terza posizione finale. Durante la stagione vince la Daytona 200, ma viene in seguito squalificato per irregolarità all'albero a gomiti della sua motocicletta.
Sempre nel 2008 esordisce in un campionato del mondo, prendendo parte alle ultime tre prove del mondiale Supersport con la Honda CBR600RR del team Parkalgar Racing, con cui ha raggiunto la quarta posizione nel GP di Portimão e chiuso il campionato con 26 punti.
Dal 2009 torna a correre nel campionato AMA Superbike a bordo di una Yamaha YZF-R1, con cui vince la sua prima gara nella categoria sul circuito di Sonoma in gara 1. Chiude la stagione con sette vittorie, che gli hanno consentito di chiudere secondo in classifica finale, con uno svantaggio di 47 punti dal campione Mat Mladin. Nel 2010 vince il primo campionato nella classe, con 14 punti di vantaggio sul secondo Tommy Hayden. Nel 2011 si ripete conquistando il titolo con 5 punti di vantaggio sull'inseguitore, Blake Young.
Sempre nel 2011 fa il suo esordio nel motomondiale, correndo in MotoGP il GP della Comunità Valenciana in sostituzione dell'infortunato Colin Edwards, sulla Yamaha YZR-M1 del team Tech 3, ottenendo 9 punti.
Tornato nella classe Superbike del campionato americano, vince l'edizione 2012 con un margine di 154 punti sul secondo Blake Young, si piazza secondo nel 2013 a quindici punti di distanza dal vincitore, Josh Herrin, e torna campione nel 2014 chiudendo con 54 punti di vantaggio sull'inseguitore Roger Lee Hayden. Nel 2015 si è piazzato secondo in campionato con quattro punti di svantaggio sul vincitore Cameron Beaubier. Nel 2016 giunge nuovamente secondo, con un distacco ridotto da Beaubier, che chiude con sei punti di vantaggio su Hayes. Disputa la sua ultima stagione nel 2017, chiudendo il campionato in quarta posizione finale.

## Risultati in gara

### Campionato mondiale Supersport
| 2008 | Moto  |  |  |  |  |  |  |  |  |  |  |    |   |   | Punti | Pos. |
| ---- | ----- |  |  |  |  |  |  |  |  |  |  | -- | - | - | ----- | ---- |
| 2008 | Honda |  |  |  |  |  |  |  |  |  |  | 10 | 9 | 4 | 26    | 18º  |

| Legenda | 1º posto        | 2º posto            | 3º posto           | A punti      | Senza punti        | Grassetto – Pole position Corsivo – Giro più veloce |
| Legenda | Gara non valida | Non qual./Non part. | Ritirato/Non class | Squalificato | '-' Dato non disp. | Grassetto – Pole position Corsivo – Giro più veloce |

### Motomondiale
| 2011 | Classe | Moto   |  |  |  |  |  |  |  |  |  |  |  |  |  |  |  |  |  |   | Punti | Pos. |
| ---- | ------ | ------ |  |  |  |  |  |  |  |  |  |  |  |  |  |  |  |  |  | - | ----- | ---- |
| 2011 | MotoGP | Yamaha |  |  |  |  |  |  |  |  |  |  |  |  |  |  |  |  |  | 7 | 9     | 19º  |

| Legenda | 1º posto        | 2º posto            | 3º posto            | A punti      | Senza punti        | Grassetto – Pole position Corsivo – Giro più veloce |
| Legenda | Gara non valida | Non qual./Non part. | Ritirato/Non class. | Squalificato | '-' Dato non disp. | Grassetto – Pole position Corsivo – Giro più veloce |